# بطولة تونس لكرة السلة للرجال 2023–24
بطولة تونس لكرة السلة للرجال 2023–24 هو الموسم رقم 69 من بطولة تونس لكرة السلة للرجال.

## روابط خارجية
- الموقع الرسمي للجامعة التونسية لكرة السلة.